# Alabaminidae
Alabaminidae es una familia de foraminíferos bentónicos de la superfamilia Chilostomelloidea, del suborden Rotaliina y del orden Rotaliida. Su rango cronoestratigráfico abarca desde el Turoniense (Cretácico superior) hasta la Actualidad.

## Clasificación
Alabaminidae incluye a los siguientes géneros:
- Alabamina
- Clinapertina †
- Osangulariella
- Svratkina
- Valvalabamina †

Otros géneros considerados en Alabaminidae son:
- Craterularia, considerado nomen dubium
- Eponidoides, aceptado como Alabamina